# Кинеограф
Кине́ограф (англ. Kineograph) — приспособление для создания анимированного изображения, состоящего из отдельных кадров, нанесённых на листы бумаги, сшитые в тетрадь. Зритель, перелистывая особым способом тетрадь, наблюдает эффект анимации. Кинеография является одной из форм мультипликации.
Название кинеограф запатентовано в 1868 году англичанином по имени Джон Барнс Линнетт (англ. John Barnes Linnett). В 1894 году пионер кинематографа немецкий изобретатель Макс Складановски с помощью кинеографа представил свои первые пробные съёмки, за год до разработки им «Биоскопа» — аппарата для съёмки и проекции фильмов.
В 1897 году англичанин Генри Уильям Шорт (англ. Henry William Short) наладил массовое производство кинеографа под патентованным названием «филоскоп» (англ. filoscope), снабдив его металлическим футляром и рычагом, облегчающим перелистывание страниц.